# Liste der Abgeordneten zum Greizer Landtag (1905–1908)
Diese Liste nennt die Abgeordneten zum Greizer Landtag 1905–1908.

## Vorbemerkungen
Der Greizer Landtag bestand 1867 bis 1919. Bis 1918 wurden die Abgeordneten auf sechs Jahre gewählt. Alle drei Jahre schied eine Hälfte der Abgeordneten aus und wurde neu gewählt. Entsprechend teilt sich die Liste nach den Wahlen in 3-Jahresabschnitte auf. Neben den Abgeordneten wurden auch individuelle Stellvertreter gewählt. Diese sind aufgeführt, wenn sie an Landtagen teilgenommen haben.
Unter „Wahlbezirk“ ist angegeben, wie die Wahl zustande kam.
- Drei der Mitglieder wurden vom Fürsten ernannt, gekennzeichnet mit „F“
- Zwei der Mitglieder wurden von den Ritterguts- und Großgrundbesitzern in direkter Wahl gewählt, gekennzeichnet mir „RG“
- Sieben Mitglieder wurden von den übrigen Staatsbürgern in indirekter Wahl gewählt, gekennzeichnet mit „AW“. AW 1 und 2 entsprachen jeweils eine Hälfte der Stadt Greiz, AW 3 der Stadt Zeulenroda, AW 4 bis 6 waren Landgemeinden der Herrschaft Greiz und AW 7 die Landgemeinden der Herrschaft Burgk.

Das Parteienwesen entstand erst im Laufe der Zeit. Für die Anfangszeit ist unter „Partei“ die politische Richtung des Abgeordneten angegeben, als NL für Nationalliberal oder kons für Konservativ.

## Liste
| Name                           | Wohnort                 | Wahlbezirk | gewählt bis       | Partei   | Anmerkung |
| ------------------------------ | ----------------------- | ---------- | ----------------- | -------- | --- |
| Paul Arnold                    | Greiz                   | F          | 11. November 1908 | kons     | 0 |
| Rudolf Bauch                   | Greiz                   | F          | 11. November 1908 | ./.      | 0 |
| Arthur von Geldern-Crispendorf | Ober- und Unterreudnitz | RG         | 11. November 1908 | kons     | 0 |
| Max von Geldern-Crispendorf    | Greiz                   | RG         | 13. November 1911 | ./.      | Nachfolger von Schulz |
| Hermann Heinel                 | Remptendorf             | AW 7       | 11. November 1908 | ./.      | 0 |
| Otto Henning                   | Greiz                   | AW 2       | 11. November 1908 | NLP/RFKP | Landtagsvizepräsident |
| Walther Jahn                   | Greiz                   | AW 6       | 11. November 1908 | NLP      | 0 |
| Carl Liebe                     | Greiz                   | AW 5       | 13. November 1911 | ./.      | Landtagspräsident |
| William Oberländer             | Greiz                   | AW 1       | 13. November 1911 | DFsP     | 0 |
| Heinrich Reinhold              | Frauenreuth             | AW 4       | 13. November 1911 | ./.      | 0 |
| Gustav Scheinpflug             | Zeulenroda              | AW 3       | 13. November 1911 | kons/NL  | 0 |
| Johann Anton Ludwig Schulz     | Fröbersgrün             | RG         | 13. November 1911 | ./.      | Noch vor dem Eintreten in den Landtag ausgeschieden, da er sein Rittergut Fröbersgrün auf seinen Sohn überschrieb. Nachfolger wurde Max von Geldern-Crispendorf |
| Paul Thomas                    | Greiz                   | F          | 13. November 1911 | ./.      | 0 |